# Olmes
Die Olmes ist ein rechtsseitiger bzw. östlicher Nebenfluss der Schwalm, der komplett auf dem Gebiet des Schwalm-Eder-Kreises (Hessen, Deutschland) verläuft.

## Name
Der Name erscheint erstmals als Ortsname einer gleichnamigen abgegangenen Siedlung um das Jahr 1080 („villam … Olbezo“). Vermutlich setzt sich der Name aus dem germanischen Wort *alҌa für „Kiesboden“ und dem Kollektivsuffix -atja zusammen.

## Geographie
Die Olmes entspringt im Südosten der Gemeinde Neuental rund einen Kilometer südlich des Ortsteils Neuenhain am nordöstlichen Rand des Waltersbergs. Ihre Quelle liegt zirka 235 Meter über NHN. Zwischen Neuenhain und Dillich fließt der Bach in nordwestlicher Richtung und erreicht das Gebiet der Stadt Borken. Kurz vor Haarhausen durchfließt die Olmes einen künstlichen Teich, der ein Tagebaurestloch des Borkener Braunkohlereviers ist. Zwischen Haarhausen und Nassenerfurth mündet in die Olmes deren einziger linksseitiger Nebenfluss, der Merrebach. Hierbei wendet sich die Olmes in östliche, wenig später in nordöstliche Richtung, bis sie bei Nassenerfurth in westlicher Richtung weiter fließt. Hinter Nassenerfurth erreicht die Olmes den Borkener See, von dem sie durch einen schmalen Landstreifen getrennt ist und den sie westlich umfließt, um bei Trockenerfurth in nordöstliche Richtung zu schwenken. Nahe der Kernstadt Borken schwenkt die Olmes wieder in nördliche Richtung, die sie bis zur Mündung in die Schwalm bei Gombeth beibehält.
Auf ihrem etwa 11,1 km langen Weg durch Neuental und Borken verliert die Olmes etwa 55 Meter an Höhe. Dabei umfasst das Einzugsgebiet der Olmes eine Fläche von 48,091 km².